# Semaeopus decalvaria
Semaeopus decalvaria är en fjärilsart som beskrevs av Heinrich Benno Möschler 1886. Semaeopus decalvaria ingår i släktet Semaeopus och familjen mätare. Inga underarter finns listade i Catalogue of Life.